# Distretto di Huancapi
Il distretto di Huancapi è uno dei dodici distretti della provincia di Víctor Fajardo, in Perù. Si trova nella regione di Ayacucho e si estende su una superficie di 223,35 chilometri quadrati.

Istituito il 16 agosto 1920, ha per capitale la città di Huancapi; nel censimento del 2005 contava 2.460 abitanti.